# 金林
金林，字品三，滿洲正藍旗人。清朝政治人物、進士出身。

## 生平
光緒二十年（1894年），中式甲午恩科繙譯進士。選庶吉士，散館后改知縣。